# Ronde van Vlaanderen 1924
De 8ste editie van de Ronde van Vlaanderen werd verreden op 23 maart 1924 over een afstand van 284 km met start en aankomst in Gent. De gemiddelde uursnelheid van de winnaar was 28,380 km/h. Van de 63 vertrekkers bereikten er 17 de aankomst.

## Hellingen
- Tiegemberg
- Kwaremont

## Uitslag
| Rang | Renner            | Land      | Ploeg                       | Tijd      |
| ---- | ----------------- | --------- | --------------------------- | --------- |
| 1    | Gerard Debaets    | België    | Labor-Dunlop                | 10h00'19" |
| 2    | René Vermandel    | België    | Alcyon-Dunlop               | op 20"    |
| 3    | Félix Sellier     | België    | Alcyon-Dunlop               | op 31"    |
| 4    | Pol Deman         | België    | La Française-Diamant-Dunlop | op 41"    |
| 5    | Jules Vanhevel    | België    | Wonder-Rusell               | op 5'     |
| 6    | Nicolas Frantz    | Luxemburg | Thomann-Dunlop              | z.t.      |
| 7    | Denis Verschueren | België    | Wonder-Rusell               | op 20'    |
| 8    | Maurice De Waele  | België    | Wonder-Rusell               | op 33'    |
| 9    | Jules Matton      | België    | Thomann-Dunlop              | z.t.      |
| 10   | Hilaire Hellebaut | België    | Wonder-Rusell               | z.t.      |

1913 · 
1914 · 
1915 · 
1916 · 
1917 · 
1918 · 
1919 · 
1920 · 
1921 · 
1922 · 
1923 · 
1924 · 
1925 · 
1926 · 
1927 · 
1928 · 
1929 · 
1930 · 
1931 · 
1932 · 
1933 · 
1934 · 
1935 · 
1936 · 
1937 · 
1938 · 
1939 · 
1940 · 
1941 · 
1942 · 
1943 · 
1944 · 
1945 · 
1946 · 
1947 · 
1948 · 
1949 · 
1950 · 
1951 · 
1952 · 
1953 · 
1954 · 
1955 · 
1956 · 
1957 · 
1958 · 
1959 · 
1960 · 
1961 · 
1962 · 
1963 · 
1964 · 
1965 · 
1966 · 
1967 · 
1968 · 
1969 · 
1970 · 
1971 · 
1972 · 
1973 · 
1974 · 
1975 · 
1976 · 
1977 · 
1978 · 
1979 · 
1980 · 
1981 · 
1982 · 
1983 · 
1984 · 
1985 · 
1986 · 
1987 · 
1988 · 
1989 · 
1990 · 
1991 · 
1992 · 
1993 · 
1994 · 
1995 · 
1996 · 
1997 · 
1998 · 
1999 · 
2000 · 
2001 · 
2002 · 
2003 · 
2004 · 
2005 · 
2006 · 
2007 · 
2008 · 
2009 · 
2010 · 
2011 · 
2012 · 
2013 · 
2014 · 
2015 · 
2016 · 
2017 · 
2018 · 
2019 · 
2020 · 
2021 · 
2022 · 
2023 · 
2024
Lijst van beklimmingen